# 주한 슬로바키아 대사관
주한 슬로바키아 대사관(슬로바키아어: Veľvyslanectvo Slovenskej republiky v Soule)은 대한민국 서울특별시 용산구 한남동 389-1에 위치하고 있는 슬로바키아 대사관이다. 현직 주한 슬로바키아 대사는 얀 쿠데르야비이다.

## 역사
체코 슬로바키아 연방공화국은 벨벳 혁명 직후인 1990년 3월 22일에 대한민국과의 외교 관계를 수립했다. 1990년 6월 13일에는 대한민국 정부가 체코슬로바키아 프라하에 주체코슬로바키아 대한민국 대사관(현재의 주체코 대한민국 대사관)을 설립했고 1991년 7월 19일에는 체코슬로바키아 정부가 대한민국 서울에 주한 체코슬로바키아 대사관(현재의 주한 체코 대사관)을 설립했다.
슬로바키아 정부는 1993년 1월 1일에 체코슬로바키아의 해체를 계기로 독립함과 동시에 대한민국과 수교했고 대한민국 서울에 주한 슬로바키아 대사관을 설립했다. 대한민국 정부는 슬로바키아와 수교한 이후에 한동안 주체코 대한민국 대사관에서 슬로바키아와 관련된 외교 임무를 겸임해 오다가 2007년 1월에 슬로바키아 브라티슬라바에 주슬로바키아 대한민국 대사관을 설립했다.

## 주요 업무
주요 업무는 대한민국 정부와의 외교 교섭과 국제 협력, 경제, 통상 교섭, 양국 문화, 학술, 체육 교류 및 협력, 외교 정책 홍보, 대한민국 거주 슬로바키아 국민의 보호와 지도, 문서의 공증, 국적, 호적, 여권 및 사증 업무 등이다.

## 같이 보기
- 대한민국-슬로바키아 관계
- 주슬로바키아 대한민국 대사관
- 슬로바키아의 재외공관 목록
- 대한민국 주재 외국공관 목록